# Верхнесолоновский
Верхнесолоновский — хутор в Суровикинском районе Волгоградской области России.
Административный центр Верхнесолоновского сельского поселения. Ранее, на основе закона Волгоградской области «Об установлении границ и наделении статусом Суровикинского района и муниципальных образований в его составе» от 28 октября 2004 года, входил в состав Верхнеосиновского сельского поселения.

## География
С восточной стороны протекает р.Солоная.

### Улицы
| - ул. Дружбы - ул. Клавы Панчишкиной - ул. Мира - ул. Полевая - ул. Раздольная - ул. Садовая - ул. Тамары Артемовой - ул. Широкая | - пер. Добрый - пер. Донской - пер. Зеленый - пер. Казачий - пер. Луговой - пер. Овражный - пер. Северный - пер. Школьный |

## Население
| 2010 |
| ---- |
| 770  |

Население хутора в 2002 году составляло 800 человек.

## Инфраструктура
- Верхнесолоновская амбулатория.
- Сельское отделение почтовой связи.
- Верхнесолоновская средняя общеобразовательная школа, Школьный переулок, 1.